# Acacia wanyu
Acacia wanyu é uma espécie de leguminosa do gênero Acacia, pertencente à família Fabaceae.